# Žabníkovka žlutá

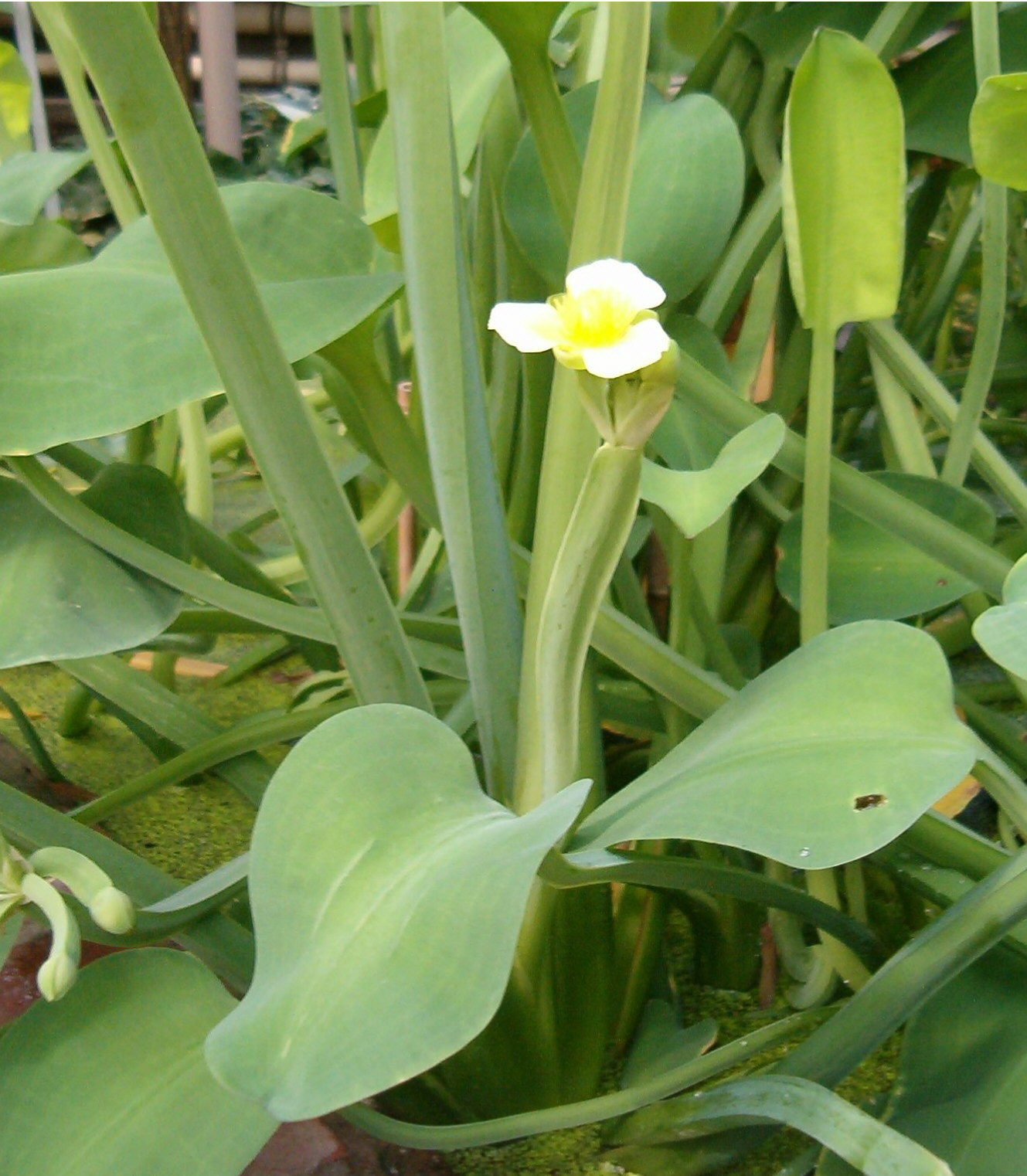
Kvetoucí rostlina

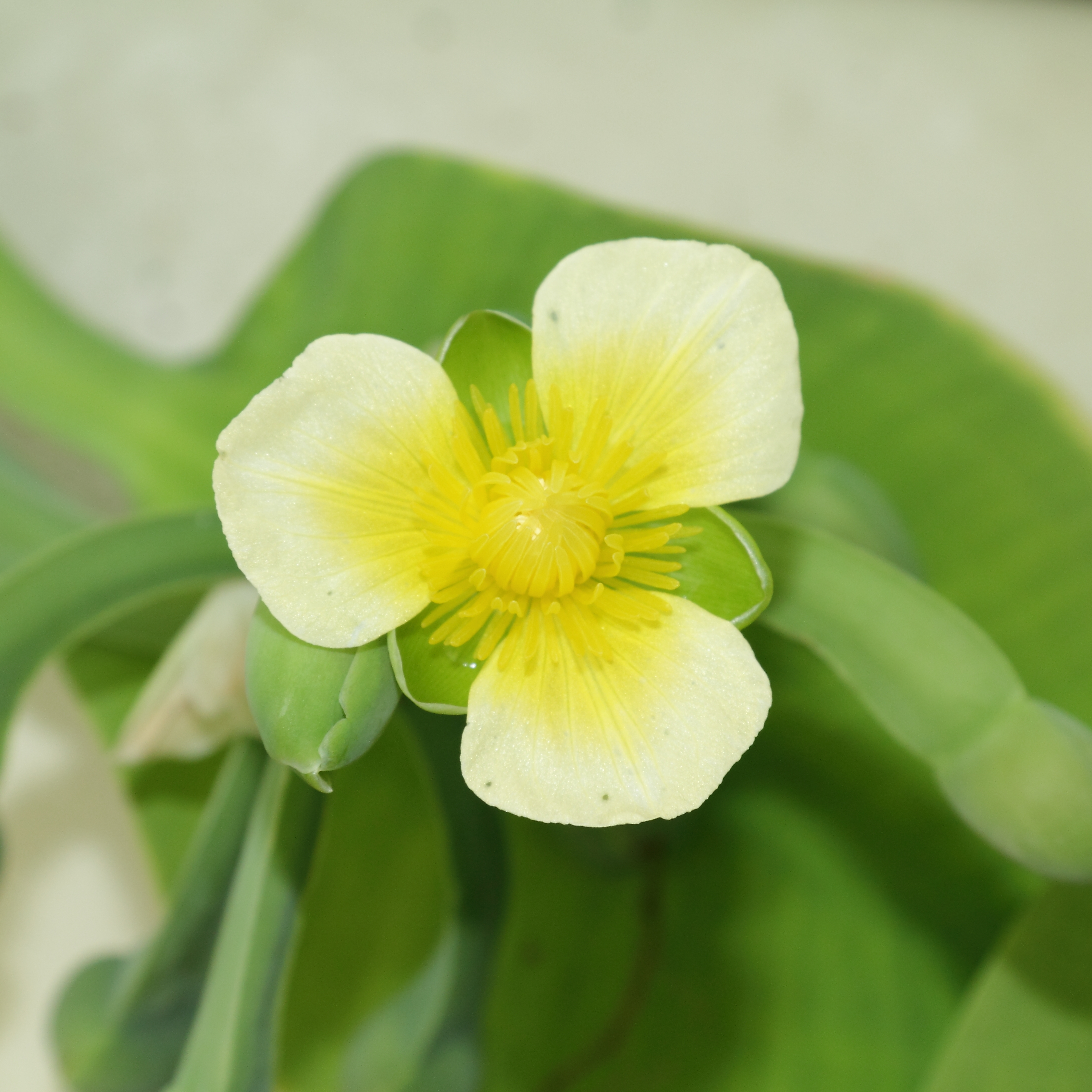
Květ

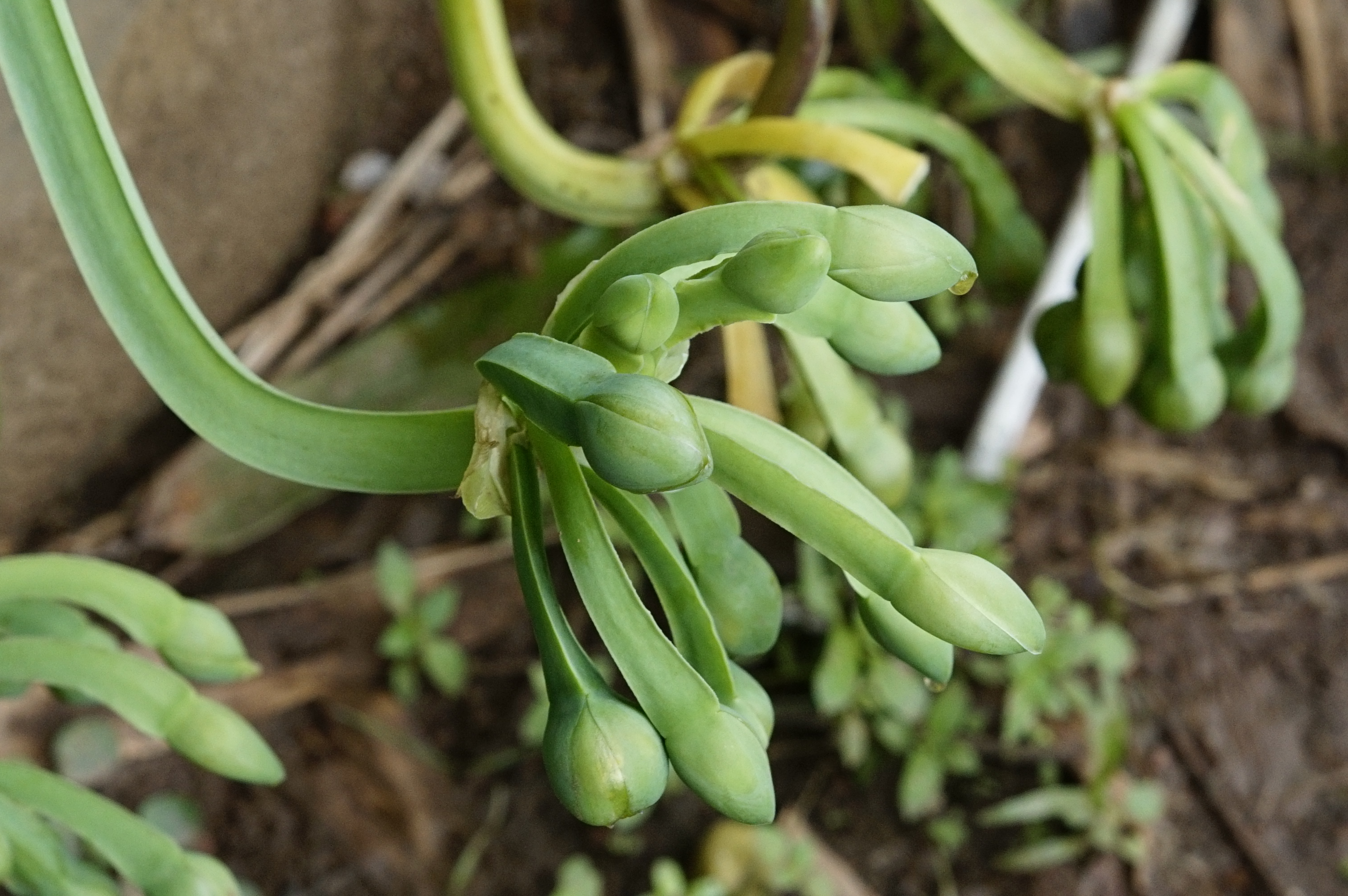
Květní pupeny

Žabníkovka žlutá (Limnocharis flava) je sladkovodní bahenní rostlina pocházející z tropické a subtropické Ameriky, kde byla původně pěstována pro četné žlutobílé květy jako okrasná rostlina. Za příznivých podmínek se velmi rychle množí a stává se vodním plevelem, někde je dokonce vyhlášenou invazní rostlinou. Je jedním ze dvou podobných druhů taxonomicky jednoduchého rodu žabníkovka, oba jsou původem z Nového světa.

## Rozšíření
Původní areál se rozkládal od středního Mexika přes Střední Ameriku a některé Karibské ostrovy do části tropické a subtropické Jižní Ameriky, ohraničené ze severu Střední Amerikou a z jihu Paraguayí a severem Argentiny. V 19. století byla dovlečena do jihovýchodní Asie, kde našla výhodné růstové podmínky a se stala naturalizovaným druhem od Indie přes jižní Čínu a Malajsii až po Indonésii. Počátkem 3. tisíciletí se dostala i do severních oblastí Queenslandu v Austrálii. Začíná se také rychle šířit i v tropické Africe, například v Ghaně.

## Ekologie
Žabníkovka žlutá je řazena mezi bahenní rostliny, protože i když roste ve vodě, vždy koření v substrátu. Vyskytuje se v mělčinách při okrajích sladkovodních ploch (jezera, rybníky, přehrady), v líně tekoucích vodách (zavodňovací kanály, slepá ramena řek) stejně jako na podmáčených březích vodních příkopů, v mokřadech, bažinách a velmi často na rýžovištích. Vyskytuje se v závislosti na teplotě stanoviště až do nadmořské výšky 1300 m. Ideální teplota vody pro růst je okolo 25 °C a pH 4 až 6. Pokud má rostlina dostatek vláhy, světla a živin, kvete a plodí po celý rok. Ploidie druhu je 2n = 20.

## Popis
Vytrvalá bylina kořenící v bahnitém dnu tlustým, plazivým oddenkem s mnoha vláknitým kořeny. Z něho na silných trojhranných řapících, dlouhých 20 až 120 cm, vyrůstají listy vynořené nad vodní hladinu. Listy jsou jednoduché, celistvé, bývají dlouhé 5 až 30 cm, široké 5 až 25 cm a po poranění z nich vytéká bílý latex. Jejich dužnaté čepele jsou široce srdčité až oválné, na bázi uťaté a na vrcholu tupě špičaté, po obvodě celokrajné a někdy zvlněné, na obou stranách sivě zelené a lysé. Na spodní straně mají čtyři až šest výrazných párů žilek, které společně s četnými sekundárními vytvářejí jemné síťování.
V době kvetení z oddenku vyrůstá na tříhranném stonku, sahajícím až nad hladinu, řídký okolík složený ze tří až dvanácti květů velkých od 2 do 4 cm. Z vrcholu stonku vybíhají ze stejného místa květní stopky dlouhé 2 až 7 cm, které nesou pravidelné, oboupohlavné květy s listeny široce eliptickými a dlouhými 2 cm. Každý květ má tři zelené, vytrvalé, navzájem se částečně překrývající kališní lístky asi 1,5 cm velké a tři bledě žluté korunní lístky asi 3 cm dlouhé a 2 cm široké, které jsou vejčité až okrouhlé. Ve středu květu vyrůstají četné zploštělé, krátké, jasně žluté tyčinky nesoucí dvoudílné prašníky pukající podélnými štěrbinami. Horní semeník je vytvořen z deseti až dvaceti plodolistů a má jednu přisedlou bliznu. Květy se otvírají ráno a jen na krátkou dobu.
Za příhodných podmínek tyto polykarpické rostliny kvetou po celý rok, v periodickém klimatu obvykle v období dešťů. Po opylení se začnou kališní lístky zvětšovat a obklopovat dozrávající plod, současně se začne stopka květu svěšovat.
Plod je nafouklá, sférická tobolka asi 2 cm velká, která se po dozrání rozdělí na deset až dvacet dlouho plovoucích segmentů. Každá polokulovitá část obsahuje mnoho drobných, tmavě hnědých, podkovovitě zakřivených semen bez endospermu.

## Rozmnožování
Rostlina se může rozmnožovat úlomky oddenku nebo semeny, někdy se vytváří nové rostliny i na vrcholech kvetoucích stonků. Jedna tobolka obsahuje asi 1000 semen a na statné rostlině může za rok uzrát až 1000 tobolek. Odlomky oddenků jsou odplavovány s velkou vodou nebo při mechanickém narušení stanoviště. Semena se nejčastěji šíří vodou v dobře plovoucích dílech rozdělených plodů nebo na nohou vodních ptáků, obdobně jako přilepená blátem na obuvi lidí, nářadí či technice. Po uschnutí semena rychle ztrácejí na klíčivosti.

## Význam
V jihovýchodní Asii je žabníkovka žlutá místy potravinou, která bývá často zastoupena na jídelníčku chudých lidí. Obsahuje mnoho vápníku, železa a vitamínu A, mladé listy a řapíky se vaří a pupeny či květy se jedí jako zelenina, například v Indonésii se stala běžně prodávanou zeleninou na trzích. Celé rostliny získané při pletí rýžových polí jsou používány jako krmivo pro prasata, nebo se nechají na břehu uschnout a pak se zpětně naházejí do vody a zaorávají jako zelené hnojení. Také se používá se jako ozdobná rostlina v zahradních rybníčcích a jezírkách. Dokáže z vody vyfiltrovat kadmium a ukládat ho v kořenech i listech.
Nepříjemným projevem intenzivního rozrůstání bývá ucpávání listy a kořeny mělkých odvodňovacích kanálů a příkopů i potlačování okolní vegetace, nejvíce vadí při utlačování mladých sazeniček v rýžovištích. Silný výskyt signalizuje výživnou půdu či živinami obohacenou vodu, v takové prostředí se žabníkovka žlutá ale rychle množí a narušuje tím po staletí vytvořenou ekologickou rovnováhu.